# Gerard van Spaendonck
Gerard van Spaendonck (ur. 22 marca 1746 w Tilburgu, zm. 11 maja 1822 w Paryżu) – malarz i grafik pochodzenia holenderskiego, znany głównie z ilustracji botanicznych. Był starszym bratem Cornelisa van Spaendoncka.
Studiował w Antwerpii u malarza dekoracyjnego Guillaume’a-Jacques’a Herreynsa (1743–1827), w 1769 przeniósł się na stałe do Paryża, gdzie został zatrudniony w 1774 jako miniaturzysta na dworze Ludwika XVI. Debiutował w paryskim Salonie w 1777, a w 1780 został profesorem w Jardin des Plantes. W 1781 został wybrany na członka Académie des Beaux-Arts, w 1795 został członkiem założycielem Institut de France. Artystę uhonorowano w 1804 Legią Honorową, a w następnym roku Napoleon Bonaparte nadał mu szlachectwo. Zmarł w Paryżu w 1822, pochowany został na cmentarzu Père-Lachaise.
Gerard van Spaendonck posługiwał się głównie techniką olejną, akwarelą i gwaszem, malował przede wszystkim kwiaty. Uważany jest za jednego z najwybitniejszych malarzy przyrodników przełomu XVIII i XIX wieku. Jego prace odznaczają się dbałością o najdrobniejsze szczegóły, łączą ze sobą holenderskie mistrzostwo wykonania z francuską subtelnością i poczuciem dobrego smaku. Najważniejszym dziełem artysty był wydany w latach 1799–1801, zbiór wysokiej jakości rycin, przeznaczonych dla studentów malarstwa przyrodniczego pt. Fleurs Dessinees d’apres Nature. Wśród licznych uczniów Gerarda van Spaendoncka byli m.in. Pierre-Joseph Redouté, Pancrace Bessa, Pierre-Antoine Poiteau i Jean Henri Jaume Saint-Hilaire.

## Galeria

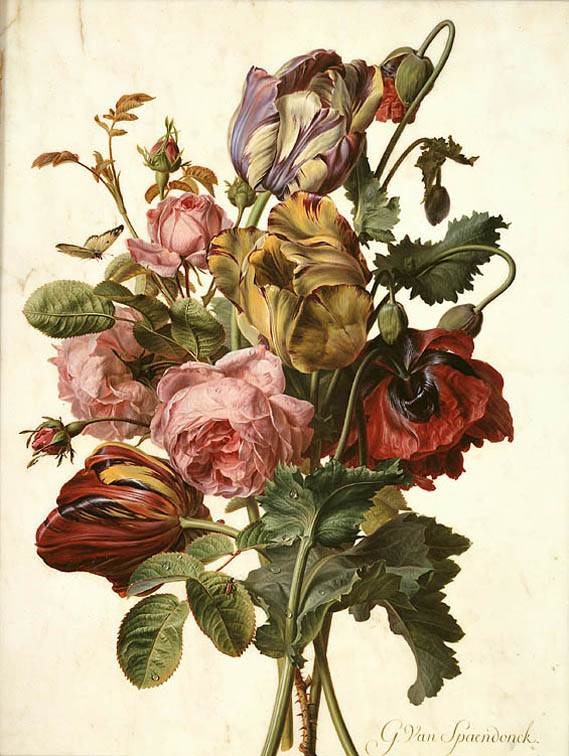
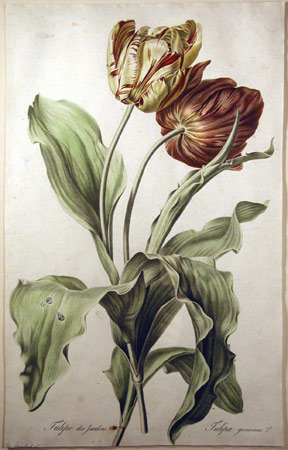
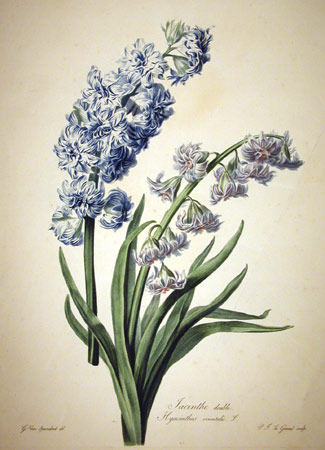
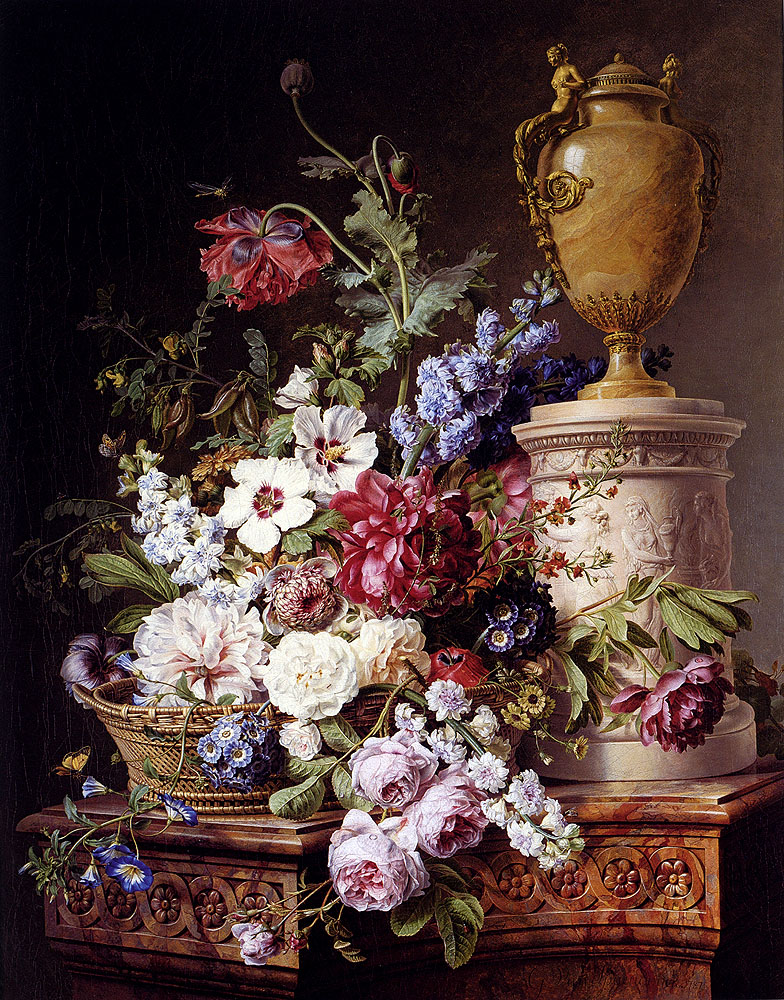
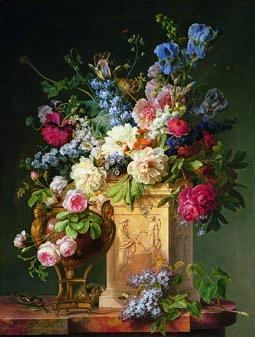